# Brigáda Azov

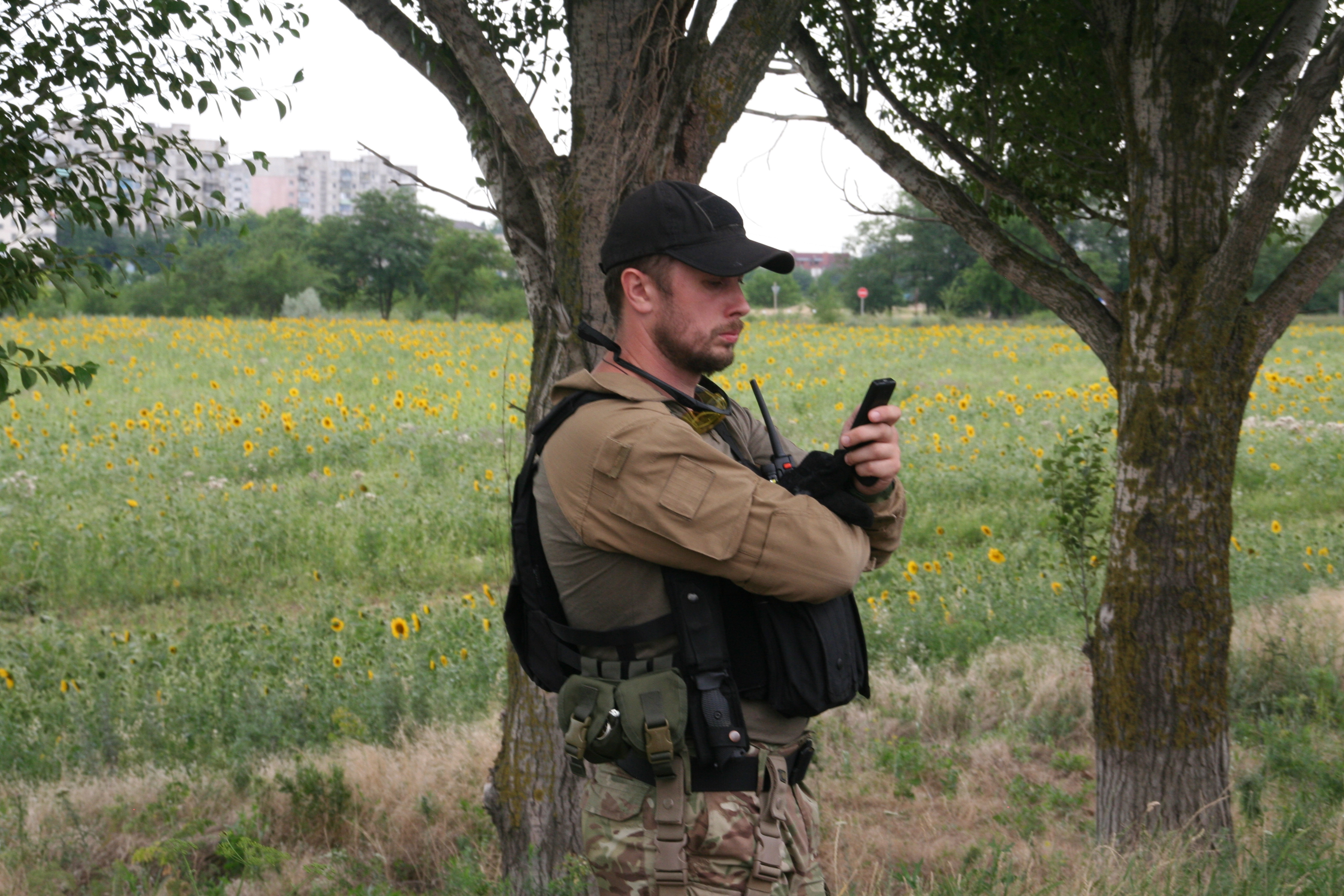
Andrij Biletskyj vede hlídku blízko Mariupolu, 2014

12. brigáda speciálního určení Azov (ukrajinsky 12-та бригада спеціального призначення «Азов», v latince 12-ta bryhada spetsialnoho pryznachennya „Azov“, anglicky 12th Special Operations Brigade "Azov"), zkráceně též brigáda Azov (ukrajinsky бригада «Азов»), je samostatné oddělení speciálních operací Ukrajinské národní gardy s původní hlavní základnou v Mariupolu u Azovského moře. Do roku 2017 byla jednotka označována jako batalion Azov nebo prapor Azov, v letech 2017–2023 pak po rozšíření z původního praporu na velikost pluku jako pluk Azov, v roce 2023 se jednotka stala brigádou. V dubnu 2025 se okolo brigády Azov začal formovat celý armádní sbor.
Prapor Azov vznikl v reakci na válku na východě Ukrajiny v květnu 2014 jako dobrovolnická paramilitární jednotka, zpočátku složená z ultrapravicových fotbalových fanoušků v Charkově. Jednotka používala symboliku spojenou s nacismem a navzdory včlenění do struktur ukrajinské armády na podzim 2014 v ní i nadále působil vysoký podíl příznivců neonacismu (samotný mluvčí jednotky v roce 2015 přiznával 10–20 %). Toho pak podle analytika Michala Lebdušky z Asociace pro mezinárodní otázky využívala ruská propaganda k obhajobě údajné „denacifikace“ Ukrajiny, přestože zpočátku byla ruská pozornost zaměřená zejména na jinou dobrovolnickou jednotku – Pravý sektor.
Jednotka se proslavila osvobozením Mariupolu od proruských separatistů v roce 2014 a v bojích o Marjinku, během ruské invaze na jaře 2022 pak během obrany Mariupolu, kdy se početná skupina bojovníků stala posledními obránci v obležené ocelárně Azovstal. Vzhledem ke svým bojovým výkonům a náročnému výcviku je brigáda označována jako „elitní“. Nejpozději od června 2024 již pro jednotku neplatí zákaz poskytování amerických zbraní a výcviku, který byl dříve uvalen americkou administrativou v důsledku problematické minulosti jednotky.

## Historie jednotky
Původně šlo o policejní pluk Ministerstva vnitra Ukrajiny, který vznikl 5. května 2014 poté, co nový ukrajinský ministr vnitra Arsenij Avakov povolil vznik polovojenských dobrovolných jednotek. Od svého vzniku bojuje s proruskými separatistickými jednotkami ve válce na východní Ukrajině. První bojovou zkušeností bylo znovudobytí Mariupolu od proruských separatistů. Od 12. listopadu 2014 jsou všichni členové jednotky oficiálně vojáky sloužícími v Národní gardě Ukrajiny.
Prapor se v počátcích Rusko-ukrajinské války podílel společně s dalším dobrovolnickým praporem Donbas na pokusech o zpětné dobytí proruskými povstalci ovládnutého Doněcku a má velké zásluhy na dobytí Mariupolu, který jeho příslušníci od konce března 2015 opevňovali, protože očekávali povstaleckou ofenzívu.
Podle agentury Unian zadržela v únoru 2016 ukrajinská tajná policie SBU velitele ukrajinských dobrovolnických milicí Azov-Krym Stanislava Krasnova. Byl obviněn ze spolupráce s Ruskem, údajně měl provokovat přestřelky na severní hranici Krymu a ruským agentům předat seznamy členů dobrovolnického pluku Azov.
V červenci 2015 byla jednotka po bitvě o Širokino i kvůli svým excesům stažena z fronty a více než tři roky strávila v zázemí, než byla na počátku roku 2019 přičleněna k 30. mechanizované brigádě.

### Ruská invaze na Ukrajinu

#### Obrana Mariupolu a zajetí
Pluk Azov byl klíčovou jednotkou během ukrajinské obrany Mariupolu v roce 2022. Obklíčení města ze strany Rusů nakonec vedlo k zajetí řady obránců v průmyslovém areálu Azovstal. Část z nich se později v rámci výměn zajatců vrátila na Ukrajinu, v září 2022 dokonce včetně velitele Denyse Prokopenka. Řada jiných zajatých členů Azovu však byla v Rusku odsouzena k vězení v rozmezí od 13 do 23 let, dle ukrajinské strany byl proces zinscenovaný.

#### Další nasazení
V srpnu 2023 byla jednotka již jako brigáda obnovena a vyslána do Serebrjanského lesa poblíž Kreminny. Na počátku září 2024 jednotka podnikla úspěšný protiútok u Torecku a dokázala získat zpět pozice ve městě Ňju-Jork. Jednotka byla později vyzbrojena mj. českými samohybnými houfnicemi DITA.

#### Zformování sboru
V dubnu 2025, kdy ukrajinské ozbrojené síly kvůli lepší koordinaci začaly přecházet na strukturu armádních sborů, byla brigáda Azov jednou z vybraných jednotek, kolem níž byl vytvořen nový sbor v rámci Národní gardy. Ten by mělo tvořit celkem pět brigád, velení sboru bylo svěřeno dosavadnímu veliteli brigády Azov Denysi Prokopenkovi, jehož nahradil Bohdan Hrišenkov.

#### Další jednotky Azovu
Z veteránů pluku Azov vznikly i další formace, z nichž nejvýznamnější je 3. samostatná útočná brigáda, zformovaná na počátku roku 2023, která posílila bránící se ukrajinské síly v bitvě o Bachmut. V únoru 2024 pak ve složité situaci, kdy musela zaujímat kruhovou obranu, kryla ústup ukrajinských jednotek v bitvě o Avdijivku. Na jaře 2025 se stala součástí 3. armádního sboru pod vedením bývalého velitele brigády Andrije Bileckého.

## Členové
Jednotka se skládá z příznivců krajní pravice krajní pravice nacionalistů, veteránů ukrajinské armády i zahraničních nadšenců. První dva velitelé, Andrij Bileckyj a Ihor Mosijčuk, bývají označováni za nacisty. Podle mluvčího jednotky bylo v roce 2015 deset až dvacet procent členů neonacisty. Dřívější vůdce Roman Zvaryč v roce 2015 tvrdil, že nacismus v praporu považují za problém a řeší ho. Deutsche Welle označila Azov za bojovníky z řad nacionalistů a ultrapravice.[zdroj?] Od vstupu do oficiálních struktur národní gardy se však podle analytiků Vladimíra Bednára a Michala Lebdušky a bývalého europoslance Jaromíra Štětiny od radikálů notně očistil. Kromě Chorvatů, Slováků a dalších Slovanů jsou členy batalionu údajně i občané Itálie, Řecka, Ruské federace, Irska a skandinávských zemí.[zdroj?] Počátkem roku 2022 měl pluk odhadem 900 členů.

### Představitelé

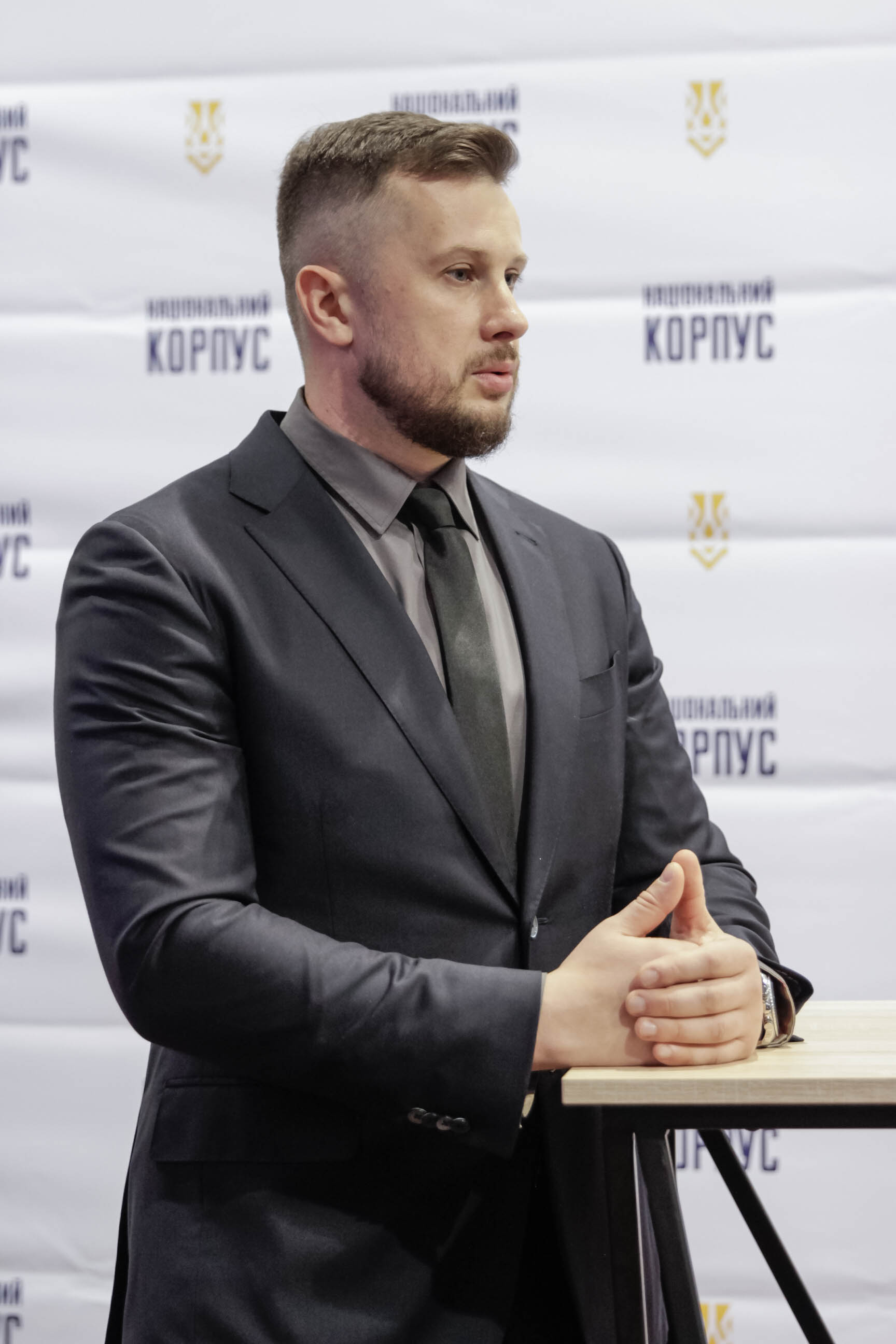
1. Andrij Bileckyj (2014)
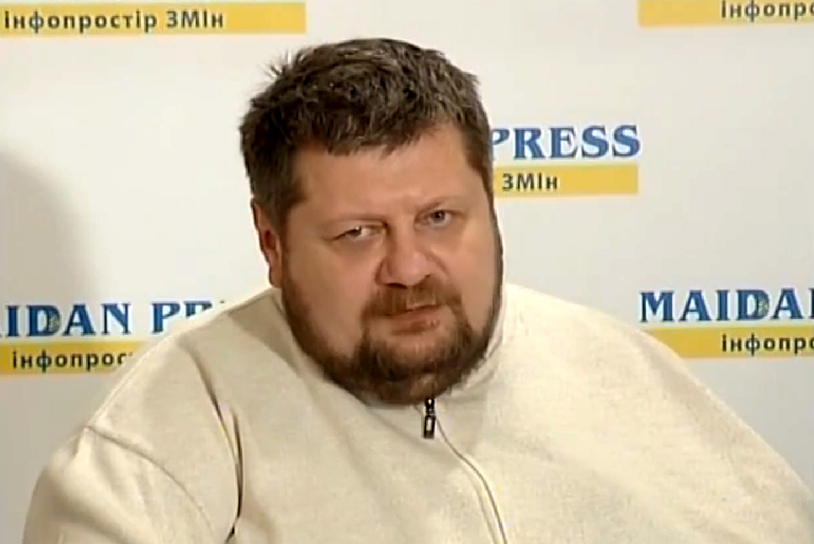
2. Ihor Mosijčuk (2014–2016)
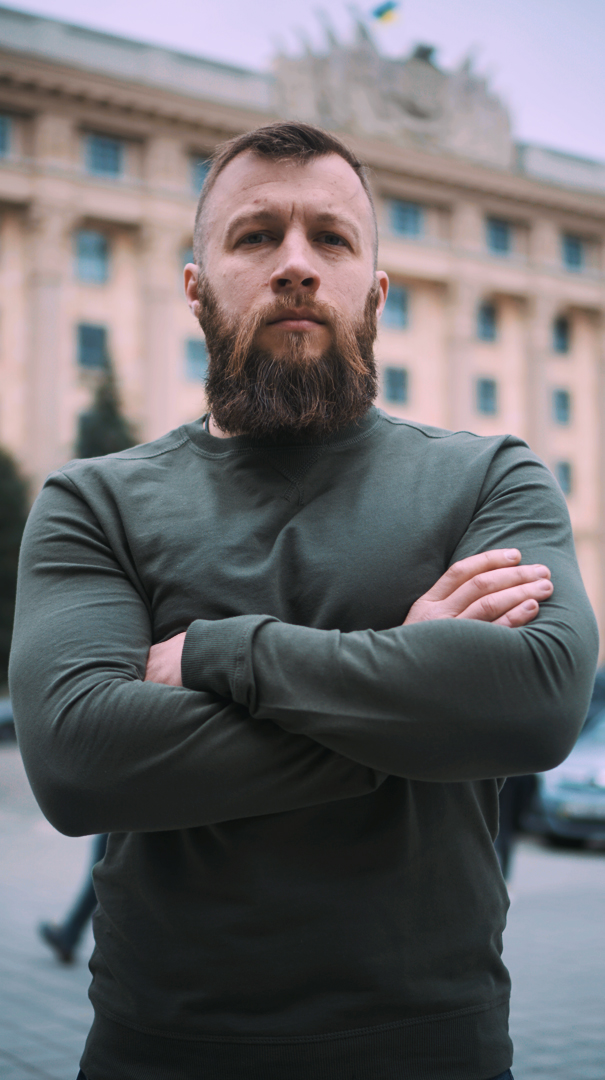
3. Maksym Žorin (2016–2017)
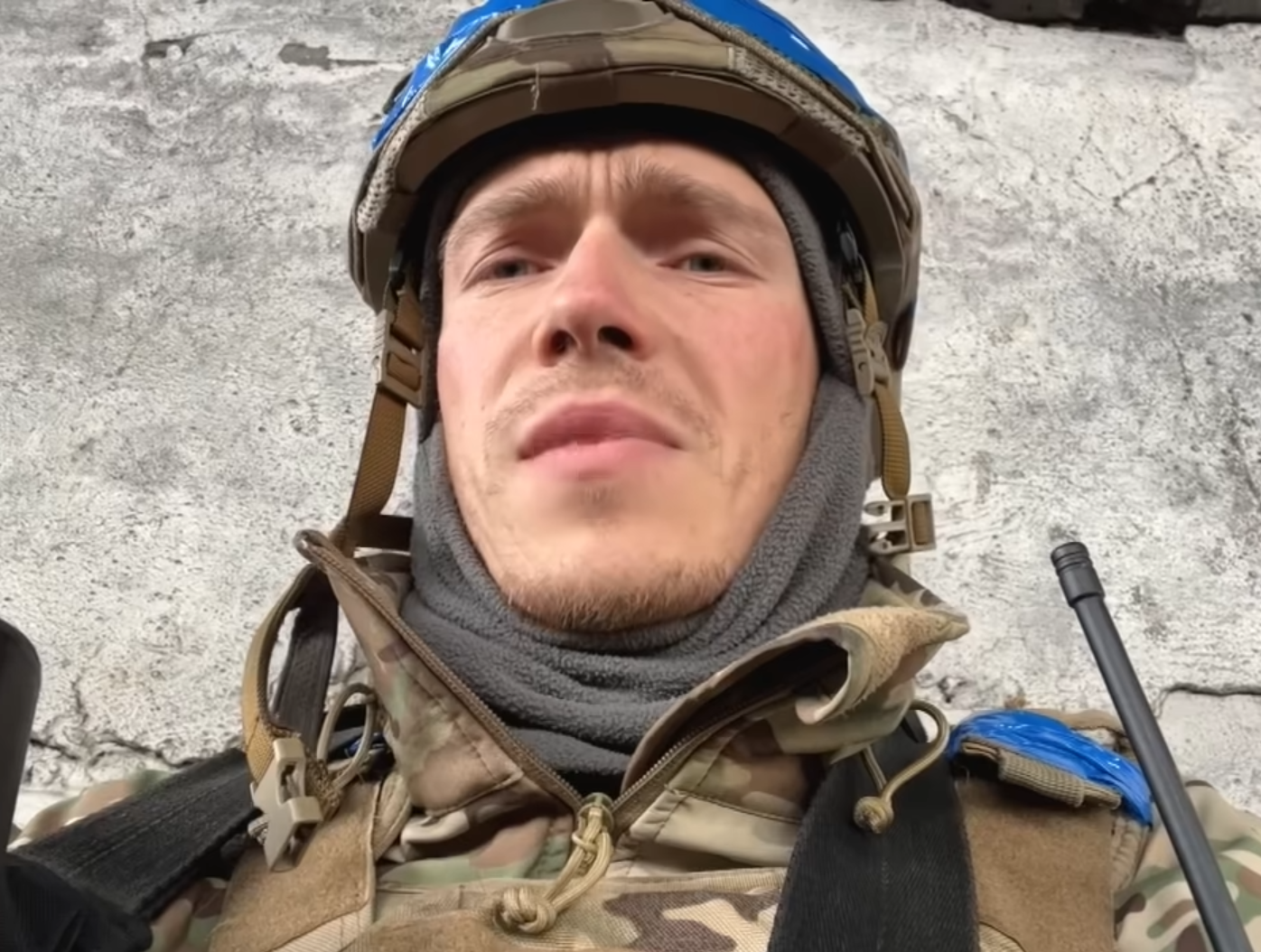
4. Denys Prokopenko (2017 - 2025)

## Symboly
Na jaře 2014, kdy "Azov" operoval ve formátu partyzánské jednotky Černý sbor (tehdy známé jako „černí muži“), byl použit obdélníkový černobílý ševron zobrazující skupinu vojáků na trojzubci na pozadí slunečního světla.
Od počátku léta 2014 prapor Azov používal ševrony se žlutým pozadím zobrazujícím symbol „Idea národa“ na pozadí „černého slunce“ vycházejícího nad modří Azovského moře. Tyto ševrony se používaly až do zimy 2014/2015.
Hákovitý znak na vlajce je tzv. vlčí hák (wolfsangel). Jeho tvar vychází z podoby pasti na vlky. Ve středověku byl hojně používán především v německy mluvících zemích. V období druhé světové války jej často používaly jednotky Wehrmachtu a SS. V současnosti je někdy používán různými neonacistickými skupinami, například  americkou Aryan Nations. 
Poté, co byl prapor přeorganizován a začleněn do Národní gardy Ukrajiny, byl znak přeformátován. Od jara 2015 je plukovním znakem modrá „Idea národa“ nakloněná pod úhlem („Útok“) na žlutém pozadí štítu.

Na přelomu let 2015 a 2016 začaly jednotky pluku zavádět vlastní ševrony.

Emblém partyzánského oddílu „Černý sbor“, používaný v roce 2014
Emblém praporu Azov, používaný 2014–2015
Emblém pluku Azov, používaný od roku 2015
Prapor pluku Azov
Vlajka praporu Azov
Alternativní vlajka praporu Azov
Emblém azovských civilních jednotek
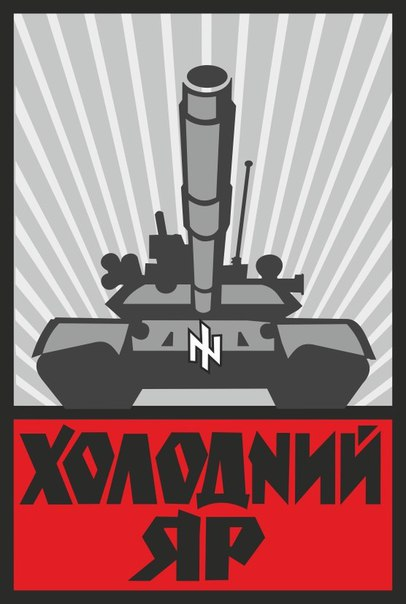
Emblém tankového praporu pluku Azov, používaný od roku 2015
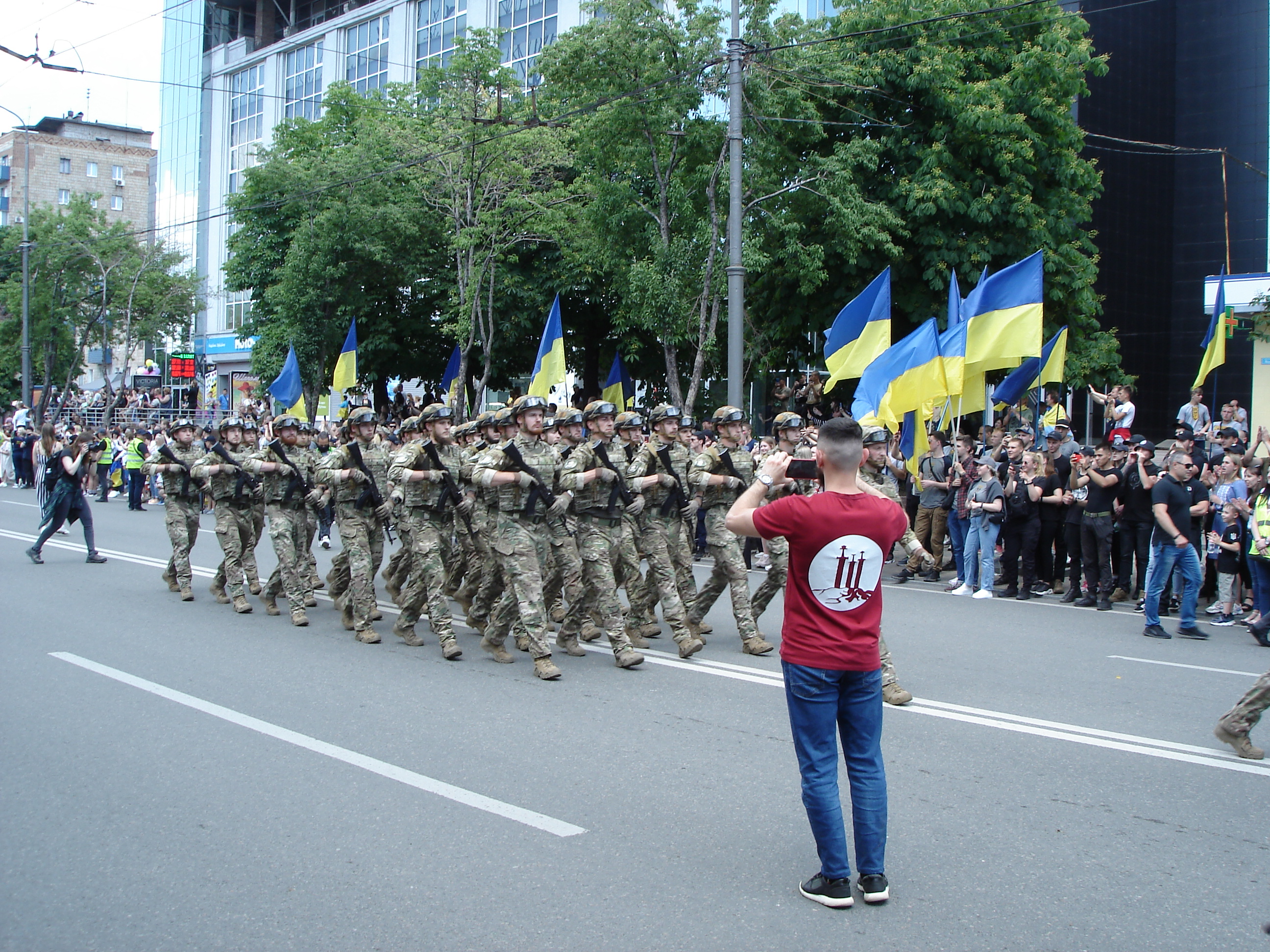
Přehlídka jednotky v Mariupolu, 2021
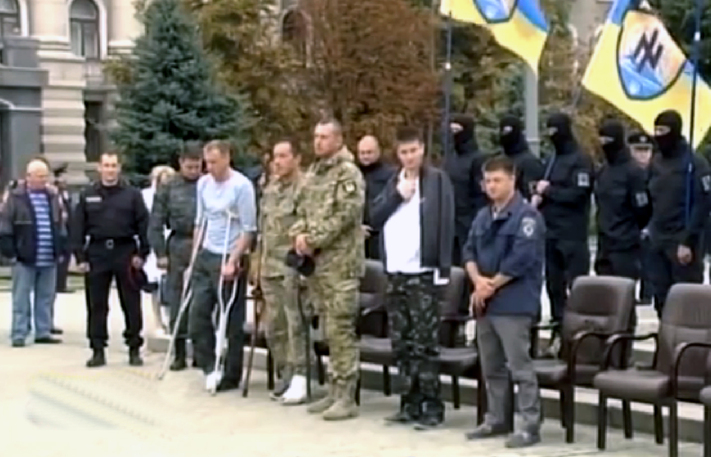
Čestná stráž praporu Azov na ceremonii k uctění mrtvých a zraněných

## Porušování lidských práv a válečné zločiny
Úřad Vysokého komisaře OSN pro lidská práva (OHCHR) prohlásil, že Azov porušuje pravidla vedení války např. rabováním od září 2014 do února 2015. V březnu 2022 Rusko obvinilo Azov, že brání civilistům opustit obléhaný Mariupol.
Podpora pluku Azov byla dočasně vyloučena Zákonem o rozpočtu USA. V červnu 2022, po přezkoumání tzv. „Leahyho zákona“, americké ministerstvo zahraničí uvedlo, že dodávky zbraní byly obnoveny, ale nekomentovalo, odkdy byl zjevný zákaz dodávek v platnosti. Zákaz se podle USA na formaci nadále nevztahuje, protože zakazoval pomoc praporu Azov, předchůdci pluku Azov. Zákon zakazuje poskytovat vybavení a výcvik zahraničním vojenským jednotkám nebo osobám podezřelým z hrubého porušování lidských práv. Ministerstvo zahraničí ve svém prohlášení uvedlo, že nezjistilo „žádné důkazy“ o takovém porušování.
Ačkoliv se Spojené státy jasně nevyjádřily k tomu, kdy zjevný zákaz začal platit, zástupce velitele Azova a zprávy médií naznačili, že určitý druh zákazu platil již téměř deset let.